# Hauteville-lès-Dijon
Hauteville-lès-Dijon is een gemeente in het Franse departement Côte-d'Or (regio Bourgogne-Franche-Comté). De plaats maakt deel uit van het arrondissement Dijon. Hauteville-lès-Dijon telde op 1 januari 2022 1.206 inwoners.

## Geografie
De oppervlakte van Hauteville-lès-Dijon bedroeg op 1 januari 2022 9,01 vierkante kilometer; de bevolkingsdichtheid was toen 133,9 inwoners per km².
De onderstaande kaart toont de ligging van Hauteville-lès-Dijon met de belangrijkste infrastructuur en aangrenzende gemeenten.

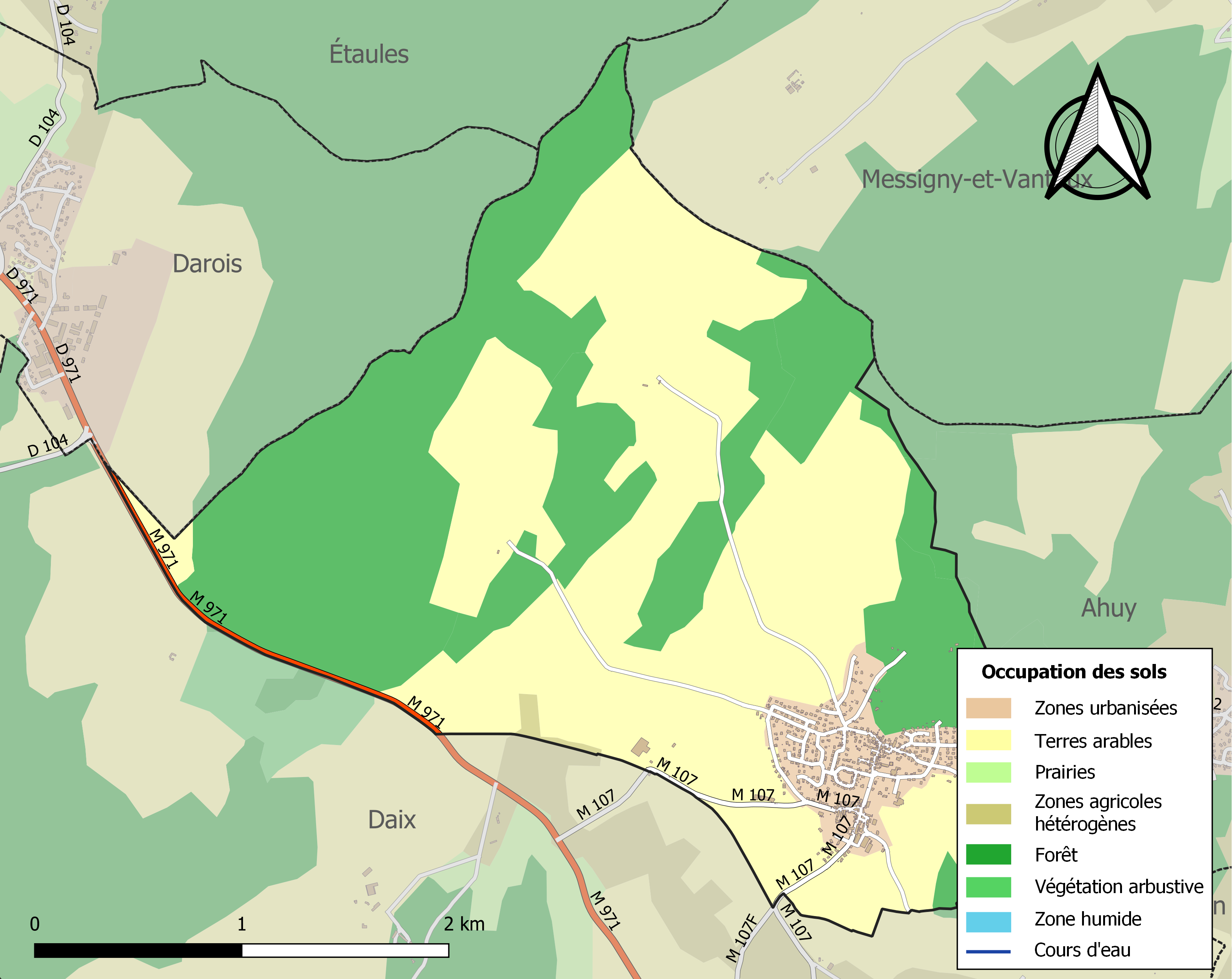

## Demografie
Onderstaande figuur toont het verloop van het inwonertal (bron: INSEE-tellingen).